# Kommer Damen
Ing. Kommer Damen (Hardinxveld-Giessendam, 30 maart 1944) is een scheepsbouwer en voorzitter van de directie van het familiebedrijf Damen Shipyards Group. Hij is getrouwd met Josien Damen en heeft vier kinderen. In de holding hebben deze kinderen 48% van de aandelen. Hij is de zoon van Jan Damen, die samen met zijn broer Marinus Damen, in 1922 in een schuur bij het huis vletten begon te bouwen. Formeel ging het bedrijf op 14 november 1927 in Hardinxveld-Giessendam van start als de Scheepswerf Gebr. J. & M. Damen. Later kreeg het bedrijf vier locaties: de oude werf waar het bedrijf was begonnen, twee nieuwe werven en een timmerwerf.

## Opvoeding en opleiding
Kommer Damen woonde met zijn ouders op de scheepswerf. Hij werd opgevoed in een streng calvinistisch gezin in Hardinxveld-Giessendam. Zijn ouders waren lid van de Gereformeerde Bond in de Protestantse Kerk in Nederland. Op zijn achttiende besloot hij te breken met het strenge calvinisme. Hij volgde de HTS Scheepsbouw in Dordrecht met een onderbreking van een jaar, omdat hij met een leraar ruzie had gekregen. In dat jaar heeft hij als ijzerwerker gewerkt bij Leen Smit, nu een van de IHC-werven.

## Scheepswerf
Na in 1965 zijn studie alsnog afgerond te hebben werd Kommer Damen in 1967 medewerker bij de scheepswerf van zijn vader en zijn oom. Eind jaren zestig had het bedrijf zo'n kleine 50 werknemers in dienst. In de familie ontstond onder invloed van Kommer Damen Jzn. een verschil van inzicht over de te volgen koers van het bedrijf. Hij was van mening dat het maken en in voorraad houden van standaardcasco’s de kosten zou kunnen drukken en de levertijd bekorten. Een behoudend deel van de familie was aan die gedachte nog niet toe. 

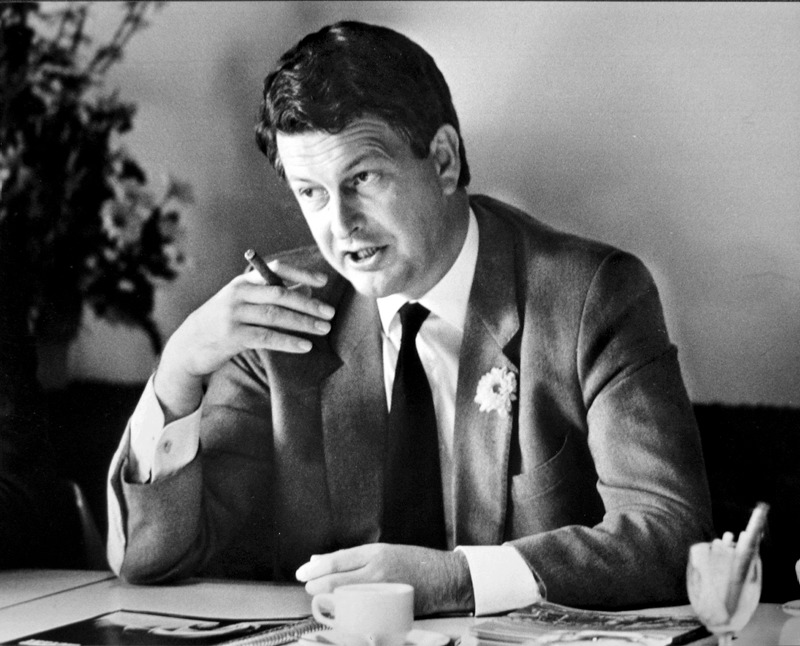
Portret van K. Damen, 1984. (Foto Ben Blumers / Stadsarchief Rotterdam)

Per 1 januari 1969 werd het bedrijf gesplitst en werd de Scheepswerf Damen N.V. opgericht. Jan Damen en zoon Kommer gingen door met de oudste werf en de timmerfabriek in Hardinxveld, met ongeveer 10% van het “oude” personeel, terwijl Marinus en diens zoon Kommer zich op de nieuwe locatie vestigden in Boven-Hardinxveld. Vader Jan hield de timmerfabriek, maar droeg al spoedig de directie van de werf over aan zoon Kommer, die daarmee algemeen directeur van de B.V. Scheepswerf Damen werd, handelsnaam Scheepswerf Damen. Damen moest voor de overname 300.000 gulden lenen bij de plaatselijke Rabobank. Het bedrijf telde destijds zes werknemers.

## Standaardisatie
Zijn aanpak was voor die tijd bijzonder, hij leverde schepen 'van de plank'. Damen Shipyards fabriceert met gestandaardiseerde losse onderdelen, waardoor schepen relatief gemakkelijk in elkaar kunnen worden gezet. De ruwbouwcasco's worden gebouwd in lagelonenlanden, de specialistische en ingewikkelde onderdelen worden in Nederland gebouwd. Daardoor kan hij snel leveren en aan de wensen van zijn klanten voldoen. "Het verbaasde mij altijd dat deze filosofie in de scheepsbouw geen toepassing vond. In de auto-industrie of bij de fabricage van bulldozers is het de gewoonste zaak van de wereld dat je zo produceert" aldus Damen tijdens een interview.

## Carrière
In de jaren zeventig werden het terrein en de bouwloods in Hardinxveld-Giessendam te klein. Op 6 januari 1975 sloeg vader Jan Damen de eerste paal voor de nieuwe vestiging op het industrieterrein Avelingen-West in Gorinchem, de huidige vestigingsplaats voor het concern. In 1991 werd Kommer Damen directievoorzitter van de Damen Shipyards Group, een bedrijf met meer dan 8.000 werknemers en vestigingen in 35 landen.

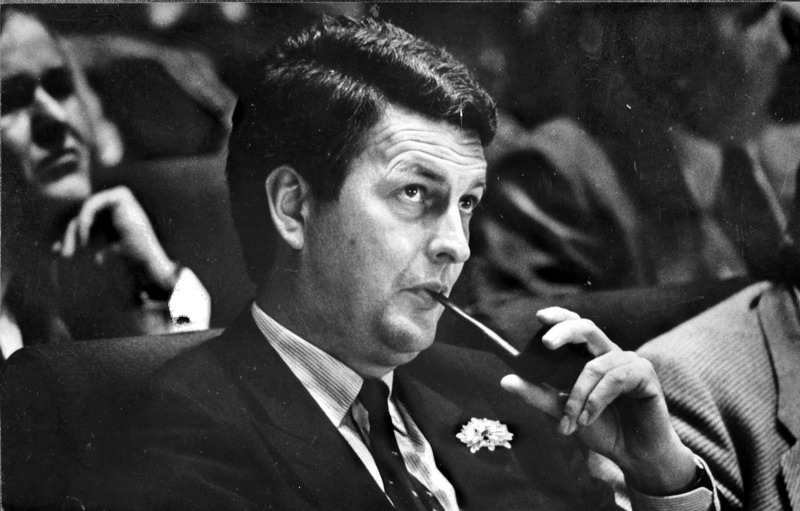
Portret van K. Damen, 1984. (Foto Ben Blumers / Stadsarchief Rotterdam)

Damen werd in 1994 benoemd tot Officier in de Orde van Oranje-Nassau. Op 22 mei 2012 werd Kommer Damen tijdens het Seawork Innovation Awards Dinner in Southampton een Lifetime Achievement Award toegekend. Seawork International is de grootste Europese tentoonstelling van werkschepen. Hem werd ook op 18 februari 2015 de prijs voor Industry Leader of the Year uitgereikt op de jaarlijkse offshore conferentie in Londen.
De gemeenteraad van Gorinchem heeft hem 12 januari 2017 benoemd tot ereburger van de stad Gorinchem, met de erepenning. Vanwege zijn grote verdiensten voor de stad en voor de zorg voor de werknemers in zijn bedrijf Damen Shipyards.
Op 7 november 2022 heeft hij namens de gehele maritieme sector een lifetime Achievement Award ontvangen op het Maritime Awards Gala in Rotterdam.
Hij wordt nog vaak verward met zijn neef Kommer Damen, zoon van Marinus Damen, die ook scheepsbouwer was en die even stroomafwaarts een scheepswerf had.
Hij woont in Noordeloos.

## Nevenfuncties
- Dagelijks bestuur Netherlands Maritime Technology
- Bestuur Stichting Nederland Maritiem land
- Advisory Committee Strategy & Governance Forum PricewaterhouseCoopers
- Honorair Consul van Mexico